# Castets-en-Dorthe
Castets-en-Dorthe – miejscowość i dawna gmina we Francji, w regionie Nowa Akwitania, w departamencie Żyronda. W 2013 roku populacja gminy wynosiła 1206 mieszkańców. 
W dniu 1 stycznia 2017 roku z połączenia dwóch ówczesnych gmin – Castets-en-Dorthe oraz Castillon-de-Castets – utworzono nową gminę Castets-et-Castillon. Siedzibą gminy została miejscowość Castets-en-Dorthe. 